# Batman vs. Double-Face
Série
Batman : Le Retour des justiciers masqués
(2016)
Pour plus de détails, voir Fiche technique et Distribution.
Batman vs. Double-Face (Batman vs. Two-Face) est un film d'animation américain réalisé par Rick Morales, sorti le 10 octobre 2017. Basé sur la série télévisée Batman de 1966, le film sort directement en vidéo.
Le film permet le retour des acteurs Adam West, Burt Ward et Julie Newmar dans leurs rôles de Batman, Robin et Catwoman dans la série. C'est la suite de Batman : Le Retour des justiciers masqués.

## Synopsis
Batman et Robin sont invités à une démonstration très secrète animée par le professeur Hugo Strange et son assistant, le Dr Harleen Quinzel, qui pourrait éventuellement changer à jamais le futur de Gotham. En cours de route, Batman s'arrête au pénitencier d'État de Gotham pour rendre visite à Catwoman (dont la tentative de suicide du premier film a échoué) pour lui remettre un livre de poésie d'Elizabeth Barrett Browning. C'est quelque chose qui la tiendra occupée pendant les 36 prochains mois de sa vie jusqu'à ce qu'elle soit définitivement libérée de prison. Au laboratoire, ils rencontrent le procureur et allié de Bruce Wayne dans la guerre contre le crime Harvey Dent, célèbre pour avoir arrêté un gang de contrefacteurs de pièces tout en conservant un quartier à deux faces en souvenir de l'affaire.
Hugo Strange croit que le bien et le mal sont tous à sens unique et a créé un "Extracteur du mal" auquel les criminels volontaires Joker, Pingouin, Sphinx, Egghead et Mr. Freeze seront purifiés de leur corruption. Batman le bluffe, affirmant qu'il n'y a pas de solution facile au chemin étroit du crime, mais Strange mène néanmoins son expérience, malgré le fait que cela rendra obsolètes l'emploi de Batman, Robin et Harvey Dent. Tout va bien jusqu'à ce que le Joker incite ses camarades méchants à surcharger la machine. Remarquant cela, le professeur Strange ordonne au Dr Quinzel de fermer l'appareil ... mais il est trop tard et Harvey (contrairement à l'acide du mytho du comic book) est horriblement marqué par l'explosion de la cuve de confinement, Batman réussissant à sauver le côté droit de son visage.
Harvey, maintenant surnommé Double-Face, se lance dans une série de crimes comme le montre le générique d’ouverture, ses tentatives étant toutes contrecarrées par le duo dynamique. Il est finalement conduit dans un hôpital où son visage a été opéré pour une chirurgie reconstructive. Sa santé mentale a apparemment été restaurée également.
De retour à son ancien poste d'assistant du procureur général adjoint, Harvey passe les six prochains mois chargé de son destin. Au même moment, le roi Tut et ses hommes de main volent un biplan. Au Manoir Wayne, tante Harriet se prépare pour une soirée chez Bruce et Dick pendant qu'ils enquêtent sur le crime en tant que Batman et Robin.
Après avoir laissé supposer des comparaisons entre King Tut et Double-Face, Batman et Robin retournent à la Batcave où ils réalisent qu’une compagnie de bus à impériale envisage de tenir en otage les millionnaires Alfred Pennyworth et Million. Ils arrivent dans le bus via la Batmobile et combattent le roi Tut et les Tutlings pendant qu'Alfred escorte les clients vers la sécurité. Malheureusement, le Duo Dynamique sont maîtrisés par une paire de serpents jumeaux avec du venin endormant.
Dans une urne, comme dans le premier épisode de King Tut, Batman et Robin vont être ensevelis dans les fondations des Pyramid Towers, qui doivent bientôt être érigés au-dessus du point de fouille où ils sont piégés. Le ciment les recouvre et quand ils ont l’impression d’être condamnés, ils collent le dos de leurs semelles contre les parois des bocaux, déclenchant les Batjets. Ils s'envolent pour affronter King Tut lors d'une dernière bataille et une brique à la tête lui restitue la mémoire du professeur William McElroy. Alors qu'ils l'emmènent, des jumeaux s'empare des bijoux volés par les Tutlings.
Batman, Robin, le commissaire Gordon et le chef O'Hara interrogent le Roi Tut alors qu'Harvey attend dans l'ombre, O'Hara frappant constamment Tut sur la tête avec sa matraque. L'avocat de King Tut, Lucille Diamond, intervient et les fait sortir de la pièce pour qu'elle puisse lui parler. Lors du procès de King Tut, elle laisse entendre que la commotion n'est rien de plus qu'une menace pour un homme aux manières douces. En larmes, le chef O'Hara avoue avoir frappé King Tut et Harvey appelle Batman comme prochain témoin, mais le professeur McElroy lui-même reconnaît sa culpabilité, prêt à subir la peine minimale de rééducation en prison. Après le prononcé de la sentence, Harvey partage le flambeau avec Bruce Wayne au grand dam de Dick qui a supporté les difficultés d'être la troisième roue du carosse.
Harvey doit ensuite assister à une association pour des jumeaux défavorisés au casino Winning Pair, tout comme Bruce et Dick retrouvent leur identité en tant que Batman et Robin. Un paquet est arrivé au bureau du commissaire Gordon, un livre de World Atlas marqué pour Batman ... dont les pages ont été rongées par trois trous. Robin suppose que le coupable est Bookworm et que le duo se précipite dans la Batmobile pour le retrouver à la bibliothèque municipale de Gotham, où une bagarre s'ensuit et où les trois livres inestimables que Bookworm avait à ses yeux ont disparu.
Batman et Robin en déduisent que les livres volés portaient uniquement sur la dualité, mais Double-Face a déjà été réformé et tentent donc de trouver une autre solution. Quoi qu’il en soit, ils se rendent dans une fabrique d’enseignes abandonnée avec Double-Face et les jumeaux qui les attendent. Après avoir vaincu les jumeaux, Double-Face les épingle avec un grand numéro deux et le côté de sa pièce frappée du côté droit épargne leur vie. Une fois qu'ils sont partis, Batman pense qu'Harvey s'est fait beaucoup d'ennemis au cours de sa carrière et qu'ils sont tous prêts à le détruire. Pendant ce temps, Harvey est aperçu ayant des problèmes personnels après avoir passé un appel téléphonique à ... Double-Face, qui kidnappe le professeur Strange dans le cadre de leur stratagème.
Batman punit Robin dans sa chambre après s'être quasiment disputé au sujet de l'implication de Harvey dans les projets de Double-Face et Catwoman, qui est maintenant debout, s'échappe de sa cellule en changeant de place avec Lucile Diamond. Après Harvey au laboratoire, Robin est pris dans une embuscade par Double-Face et le professeur Strange le corrompt avec le même gaz que l'extracteur qui mute du côté gauche de son corps. Batman est obligé de se battre contre son compagnon qui le guérit à la Batcave, après Double-Face au casino où il est en fait révélé que Dent est le reflet de son mauvais côté (Dr. Jekyll et Mr. Hyde). Une fois que le Duo Dynamique est attaché à un gros dollar en argent, il démasque Batman et en déduit la véritable identité. Double-Face invite ensuite Joker, Penguin, le Sphinx, Mr. Freeze, Tête d'Oeuf, Shame, le Roi Horloger et Catwoman à une vente aux enchères pour la plus haute offre de la véritable identité de Batman.
Avec l'aide de Catwoman, Batman et Robin battent les méchants, mais Double-Face s'éloigne à l'aide du biplan volé par King Tut, dans l'intention d'utiliser le mauvais gaz pour refaire Gotham City à son image. Le duo dynamique réussit à l'abattre vers une usine en flammes où Batman se rend face à face avec Double-Face prenant complètement le corps de Harvey. Dans une bataille d'esprits, Batman exhorte Harvey à reprendre le contrôle de lui-même, ce qu'il fait en vainquant définitivement Double-Face alors qu'ils s'échappent de l'usine.
Le lendemain matin, Batman et Robin utilisent le Batplane pour soigner les Gothamiens infectés. Quelques mois plus tard, Harvey semble toujours avoir réprimé l'identité secrète de Double-Face et oublié celle de Batman. Il organise une vente aux enchères de célibataires au Manoir Wayne, le premier à être célibataire. Batman, apparaît devant tout le monde et, à sa grande joie, finit par avoir la première personne à enchérir, à savoir Catwoman.
Dans les post-crédits, il y a un mémorial pour Adam West, qui a interprété Batman. Il a également déclaré "Repose en paix, Chevalier Blanc". Dans une scène exclusive à l'édition Blu-Ray, le Dr Quinzel a sorti Joker de sa prison en tant que nouvelle personnalité de Harley Quinn.

## Fiche technique
Sauf indication contraire, les informations mentionnées dans cette section peuvent être confirmées par la base de données cinématographiques IMDb,  présente dans la section « Liens externes ».
- Titre original : Batman vs. Two-Face
- Titre français : Batman vs. Double-Face
- Réalisation : Rick Morales
- Scénario : James Tucker et Michael Jelenic, d'après la série télévisée Batman créée par William Dozier
- Montage : Christopher D. Lozinski
- Distribution : Wes Gleason
- Musique : Michael McCuistion, Lolita Ritmanis (en) et Kristopher Carter (en)
- Production : Michael Jelenic et James Tucker
  - Production déléguée : Benjamin Melniker, Sam Register et Michael E. Uslan
- Sociétés de production : DC Entertainment et Warner Bros. Animation
- Sociétés de distribution : Warner Home Video
- Pays d'origine :  États-Unis
- Langue originale : anglais
- Format : couleur
- Genre : animation, super-héros
- Dates de sortie :
  - États-Unis : 10 octobre 2017
  - France : 11 octobre 2017

## Distribution

### Voix originales
- Adam West : Bruce Wayne/Batman
- Burt Ward : Dick Grayson/Robin
- William Shatner : Harvey Dent/Double-Face
- Julie Newmar : Selina Kyle/Catwoman
- Steven Weber : Alfred Pennyworth
- Jim Ward : Commissaire James Gordon + Hugo Strange
- Thomas Lennon : chef Miles O'Hara + Directeur Crichton
- Wally Wingert : Le Roi Tut
- Jeff Bergman : Le Joker + Desmond Dumas + Bookworm
- William Salyers : Le Pingouin
- Wally Wingert : le Sphinx
- Lee Meriwether : Lucile Diamond
- Lynne Marie Stewart : Tante Harriet
- Sirena Irwin : Docteur Harleen Quinzel/Harley Quinn

### Voix françaises
- Emmanuel Jacomy : Batman / Bruce Wayne
- Sébastien Desjours : Robin / Dick Grayson
- Maurice Decoster : Harvey Dent / Double-Face
- Françoise Cadol : Catwoman
- Bernard Tiphaine : Alfred Pennyworth
- Gabriel Le Doze : Commissaire James Gordon
- Pascal Germain : Chef O'Hara
- Pierre-François Pistorio : Hugo Strange
- Marc Saez : Le Joker
- Jean-François Kopf : Le Roi Tut
- Gilbert Lévy : Le Pingouin
- Marc Perez : Le Sphinx
- Pascale Vital : Lucile Diamond
- Marie-Martine : Tante Harriet
- Éric Peter : Desmond Dumas
- Ève Reinquin : Docteur Harleen Quinzel/Harley Quinn